# Edelweiss (brano musicale)
Edelweiss è una canzone tratta dal musical di Rodgers e Hammerstein The Sound of Music. Prende il nome dall'edelweiss o stella alpina, un fiore bianco che si trova ad alta quota sulle Alpi. La canzone è cantata dal Capitano Georg Ludwig von Trapp nel momento in cui riscopre l'amore per i suoi figli. Nella parte finale del musical viene ricantata, come segno di patriottismo austriaco, dall'intera famiglia von Trapp, davanti ai militari tedeschi che facevano pressioni sul Capitano per arruolarlo nella marina militare nazista.

## Scrittura della canzone
Mentre The Sound of Music era in sperimentazione a Boston, Richard Rodgers sentì il bisogno di esprimere, nella canzone, il senso di perdita che von Trapp provava nel dare l'addio all'Austria che egli amava. Lui e Oscar Hammerstein II, che stava soffrendo negli ultimi giorni della sua vita prima di morire per un cancro allo stomaco, decisero di scrivere un'ulteriore canzone che von Trapp avrebbe cantato alla "Festa di Kaltzberg" (Festival di Salisburgo nel film). Mentre la stavano scrivendo, sentirono che questa canzone poteva avvalersi del talento di Theodore Bikel nel suonare la chitarra e nel canto popolare. Lindsay e Crouse si inventarono una metafora del fiore della stella alpina, come simbolo dell'Austria che il Capitano von Trapp, Maria e i loro bambini avevano conosciuto libera, e tale sarebbe rimasta nei loro cuori nonostante l'annessione nazista dell'amata terra natia. L'allegoria di questa canzone è presente anche in una delle prime scene del musical, quando Gretl regala un mazzolino di stelle alpine a Elsa Schraeder durante la sua visita alla famiglia von Trapp. Rodgers compose una melodia intensa, in tempo di valzer, sul testo che Hammerstein scrisse sull'aspetto del fiore. Questa canzone diventò una delle canzoni più amate del musical e dell'intero repertorio di Rodgers e Hammerstein.
Questa fu l'ultima canzone che Rodgers e Hammerstein scrissero insieme: Hammerstein soffriva di un tumore allo stomaco, che gli avrebbe tolto la vita nove mesi dopo il debutto di The Sound of Music a Broadway.

## Adattamento cinematografico
Nonostante la versione teatrale usi la canzone soltanto durante la parte concertata iniziale, il soggetto di Ernest Lehman per l'adattamento cinematografico la impiega due volte: Lehman creò un'ulteriore scena che faceva uso della canzone. Questa scena, ispirata da un verso dello scritto originale di Howard Lindsay e Russel Crouse, prevede che il Capitano von Trapp canti questa canzone, con i suoi figli nel loro soggiorno, e riscopra l'amore che prova per loro. Lehman ampliò poi l'ambito della canzone quando questa venne cantata al concerto del Festival di Salisburgo, dal Capitano von Trapp e dalla sua famiglia, con l'intenzione di spingere gli spettatori a unirsi a loro contro i soldati nazisti presenti in teatro. 

## Equivoco sulla canzone
La grande popolarità acquisita dalla canzone ha indotto molti a pensare che si tratti di una melodia folkloristica austriaca o dell'inno nazionale. In realtà, l'inno ufficiale austriaco è Land der Berge, Land am Strome, e quello usato prima dell'Anschluss era Sei gesegnet ohne Ende. L'edelweiss è un fiore molto popolare in Austria, presente sulla vecchia moneta da uno scellino, sull'attuale moneta austriaca da 2 centesimi di euro e nei berretti di alcune unità militari di montagna austriache. È un fiore protetto in Austria (come anche in Italia) e pertanto è illegale raccoglierlo.

## Curiosità
Una versione della canzone, eseguita da Jeanette Olsson, è utilizzata come sigla della serie L'uomo nell'alto castello.